# 마이크 보딘
마이크 보딘(Mike Bordin, 1962년 11월 27일 ~ )은 미국의 음악가이다.